# Samba na Gamboa
Samba na Gamboa é um programa de televisão musical da TV Brasil, que explora as diferentes formas e derivações do samba e da MPB. Entre 2008 e 2022, a atração foi apresentada por Diogo Nogueira. O programa também era transmitido pela TV Cultura.
Em 2012, o programa derivou um especial batizado de Samba na Garoa, homenageando o samba de São Paulo.
O programa voltou ao ar em 8 de dezembro de 2024, agora sob apresentação da cantora Teresa Cristina.

## Apresentadores
- Diogo Nogueira (2008-2022)
- Teresa Cristina (2024-presente)